# Jeffersonia diphylla
Jeffersonia diphylla är en berberisväxtart som först beskrevs av Carl von Linné, och fick sitt nu gällande namn av Christiaan Hendrik Persoon. Jeffersonia diphylla ingår i släktet Jeffersonia och familjen berberisväxter. Inga underarter finns listade i Catalogue of Life.

## Bildgalleri

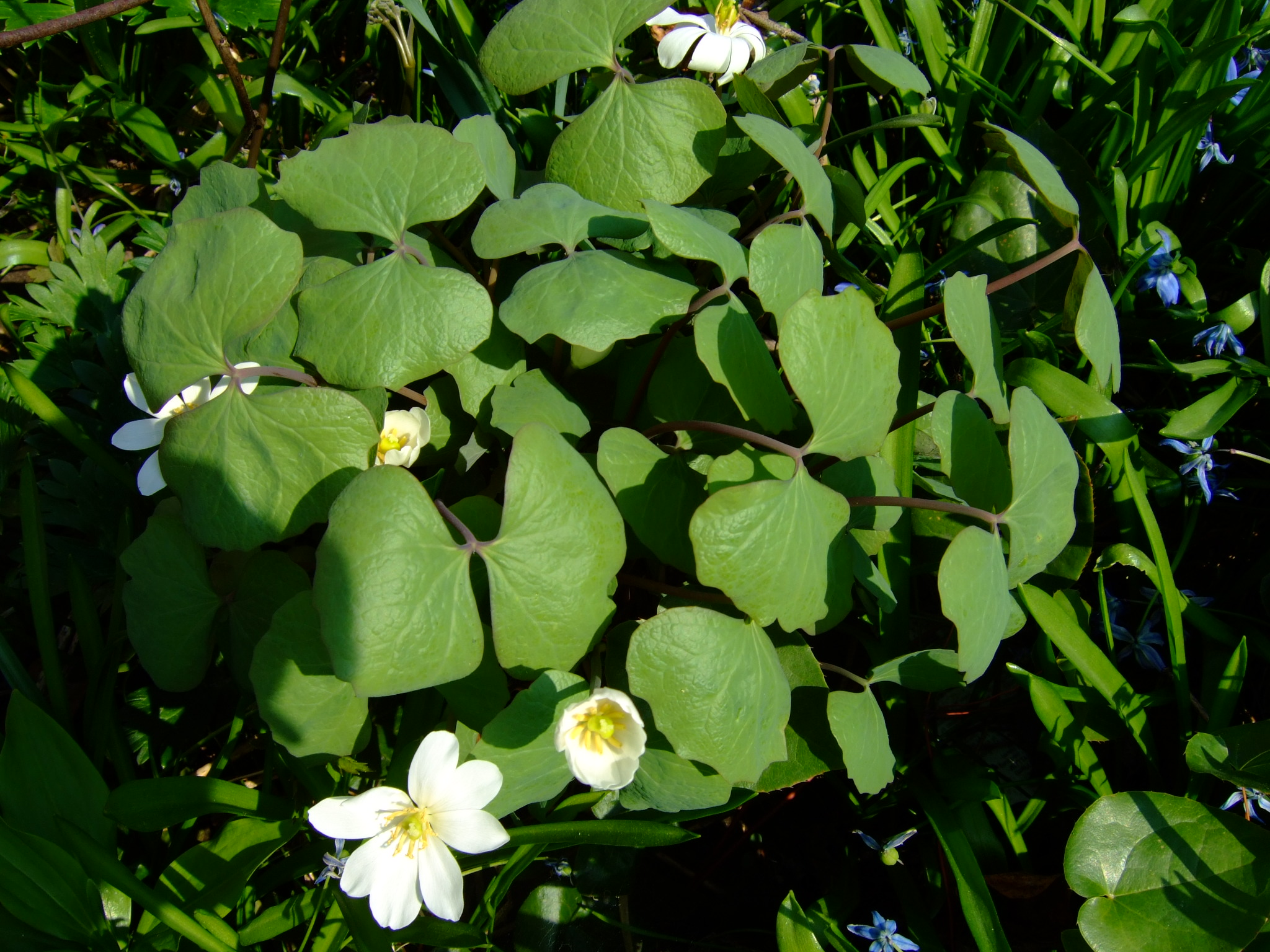
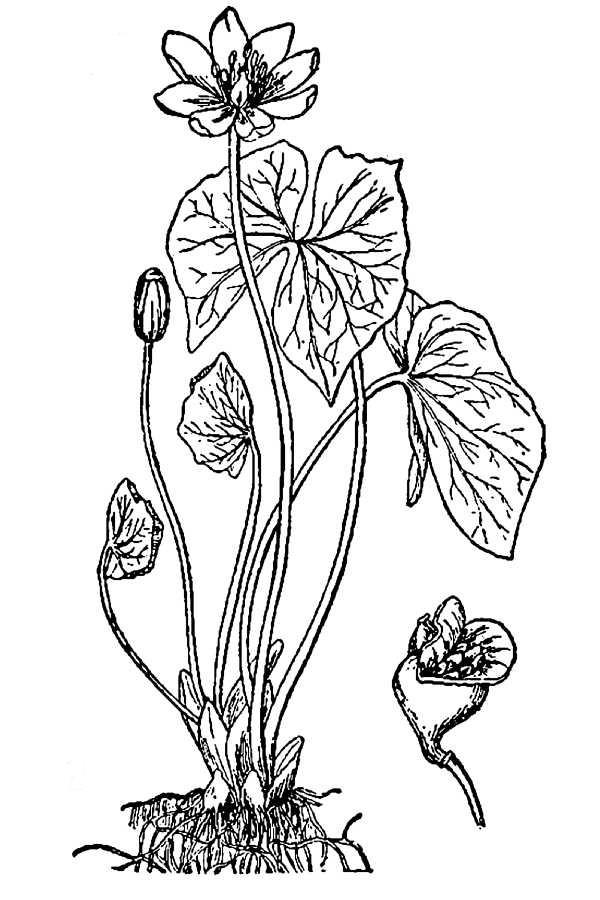
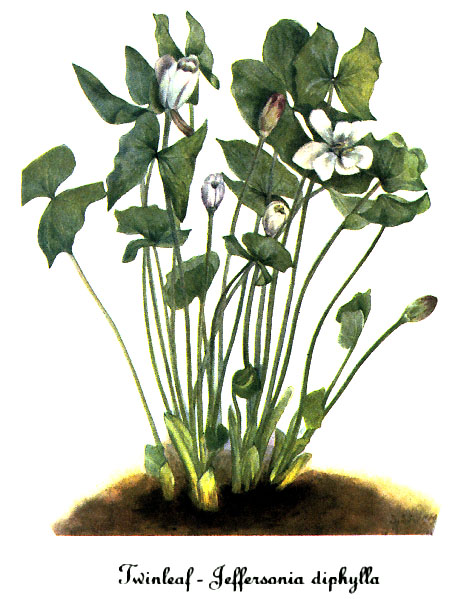
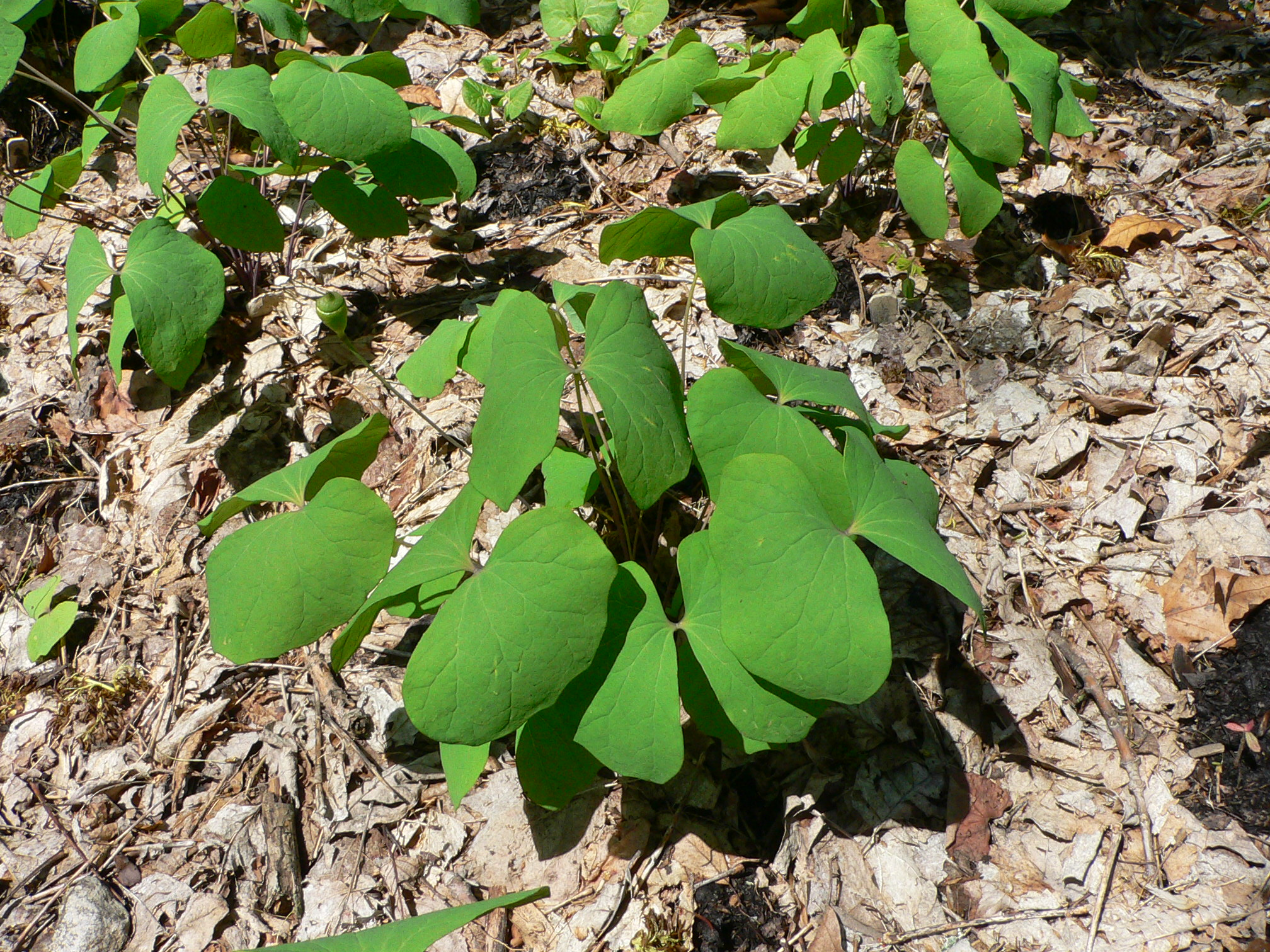